# Henry Daguerches
Henry Daguerches, pseudonyme de Charles Valat (né à Toulon en France le 10 mars 1876 et mort en mars 1939) est un militaire, écrivain et poète colonial français.

## Biographie
Il est le fils du capitaine Henri Valat.
Après des études secondaires menées à Toulon puis à Avignon, il prépare l'École Polytechnique puis décide de s'engager dans l'artillerie de marine. Il devient capitaine avant l'âge de 26 ans et est envoyé en Chine au sein du corps expéditionnaire chargé de briser la révolte des Boxers. En 1908-1909, il séjourne en Cochinchine où il dirige l'Artillerie. Il rentre en France où il est affecté à l'arsenal de Toulon. En 1912, il effectue un second séjour au Tonkin, est mobilisé lors de la Première Guerre mondiale puis retourne en 1918 au Tonkin où il prend sa retraite en 1919. Il ne quitte plus l'Indochine jusqu'à sa mort vers 1930. Il publie de nombreux contes, chroniques, nouvelles et poèmes dans la presse parisienne, ainsi que dans les revues Pages indochinoises et Revue indochinoise. Il est l'auteur de Consolata, fille du soleil, et Le Kilomètre 83, roman couronné par l’Académie française et la société littéraire Les Français d'Asie en 1930.

## Œuvres
Romans et poésie
- Consolata, fille du soleil (roman), Calmann-Lévy, 1906 ; édition illustrée par Constant Le Breton parue à la Librairie Lemercier en 1928.
- Monde, vaste monde!, Calmann-Lévy, 1909
- Le Chemin de Patipata (poèmes), Bernard Grasset, 1911
- Le Kilomètre 83 (roman), Calmann-Lévy, 1913 ; réédition dans la collection à prix modique Nelson en 1928 ; réédition par Calmann-Lévy dans sa collection Le Zodiaque en 1947 ; réédité plusieurs fois à partir de 1993 aux éditions Kailash (collection Les exotiques) avec une postface de Jean-Philippe Geley  (ISBN 2-909052-26-5) ; inclus dans Un rêve d'Asie, recueil de textes de Claude Farrère, Pierre Loti, Yvonne Schultz et Herbert Wild, paru chez Omnibus en 1995  (ISBN 2-258039-20-7).

Autres textes
- L'Affaire du port de commerce. Aux hommes libres de Cochinchine..., Imprimerie du Centre, 1923
- Charles Valat, candidat à la délégation de l'Annam (élection du 2 mars 1924). L'Indochine actuelle et son avenir : une critique, un programme, Imprimerie d'Extrême-Orient, 1924
- Le Paravent enchanté. Texte en vers d'une chinoiserie avec divertissement et machine, Hanoï, Imprimerie d'Extrême-Orient, 1930

Préfaces
- René Crayssac, Sous les flamboyants, Poésies, Imprimerie d’Extrême-Orient, 1913
- Emmanuel Defert, Quinze estampes. Indochine, 1926

## Sources
Monographies
- Pierre Foulon, Henry Daguerches, prix des Français d'Asie, Extrême-Asie, 1930
- Le Kilomètre 83, Kailash, coll. "Les exotiques", 1993 (Postface de Jean-Philippe Geley)  (ISBN 2-909052-26-5)
- Bernard Hue, Littératures de la péninsule indochinoise, Karthala, 1999  (ISBN 978-2-86-537968-2)
- Indochine. Un rêve d’Asie, Omnibus, 2000  (ISBN 2-258039-20-7)

Article de périodique
- Denys Lombard, Prélude à la littérature "indochinoise", in Rêver l'Asie, 1993